# Camp central

El Sol produeix un camp de força gravitacional, que és l' àrea central: els vectors de força es dirigeixen cap al Sol.

Un camp central és un camp de forces conservatiu tal que l'energia potencial d'una partícula només depengui de la distància (escalar) a un punt fix anomenat centre o font del camp.
El camp gravitatori del Sol, tal com és tractat matemàticament a la mecànica newtoniana és un exemple de camp central (però, en teoria de la relativitat aquest camp gravitatori té un tractament matemàtic més complex).

## Caracterització matemàtica
Com que els camps centrals per definició són conservatius, es poden obtenir com el gradient d'un potencial {\displaystyle U(r)\;} on {\displaystyle r\;} és la distància a la font del camp. Per tant, en cada punt de l'espai el camp central ve donat per:

(1){\displaystyle \mathbf {F} (\mathbf {r} )=-{\boldsymbol {\nabla }}U(r)=-{\frac {\partial U(r)}{\partial r}}{\frac {\mathbf {r} }{r}}=-\left({\frac {\partial U}{\partial x}}\mathbf {\hat {i}} +{\frac {\partial U}{\partial y}}\mathbf {\hat {j}} +{\frac {\partial U}{\partial z}}\mathbf {\hat {k}} \right)}

Una propietat molt important del moviment en un camp central és que el moment angular (respecte al centre del camp) es conserva, és a dir, aquesta magnitud és una constant del moviment:

(2){\displaystyle {\frac {d\mathbf {L} }{dt}}={\frac {d}{dt}}(\mathbf {r} \times \mathbf {p} )={\dot {\mathbf {r} }}\times \mathbf {p} +\mathbf {r} \times {\dot {\mathbf {p} }}={\dot {\mathbf {r} }}\times (m{\dot {\mathbf {r} }})+\mathbf {r} \times \left(-{\frac {\partial U(r)}{\partial r}}{\frac {\mathbf {r} }{r}}\right)=0+0}

On els dos termes a què dona lloc la derivada del producte s'acaben anul·lant ja que en els dos casos resulten vectors paral·lels i el producte vectorial de dos vectors paral·lels s'anul·la. A més ja que el moment angular i el vector de posició són permanentment perpendiculars i en ser el primer vector constant, se segueix el que moviment en un camp central està sempre confinat al pla perpendicular al moment angular i, per tant, la trajectòria de la partícula serà una corba plana.

## Moviment en un camp central
El moviment d'una partícula en un camp central té almenys dues constants de moviment: l'energia mecànica total (per ser el camp conservatiu) i el moment angular. Com el moviment té dues dimensions, ja que es dona sobre un pla, les equacions del moviment i de la trajectòria són totalment integrables pel mètode de quadratures.
Per veure això escriguem primer el lagrangià, que expressat en coordenades polars sobre el pla del moviment resulta ser tan senzill com:

(3){\displaystyle L={\frac {1}{2}}m({\dot {r}}^{2}+r^{2}{\dot {\phi }}^{2})-U(r)}

De manera que les equacions de moviment, obtingudes substituint el lagrangià anterior a les equacions d'Euler-Lagrange són simplement:

{\displaystyle {\frac {d}{dt}}(mr^{2}{\dot {\phi }})=0\qquad m{\ddot {r}}-mr{\dot {\phi }}+{\frac {\partial U}{\partial r}}=0}

De la primera d'elles s'obté que la quantitat entre parèntesis, que coincideix amb el mòdul del moment angular Lz roman constant, d'acord amb el que sabíem. Substituint aquest resultat a l'equació de l'energia total tenim:

(4){\displaystyle {\frac {1}{2}}m({\dot {r}}+r^{2}{\dot {\phi }})+U(r)={\frac {1}{2}}m{\dot {r}}^{2}+{\frac {1}{2}}{\frac {L_{z}^{2}}{mr^{2}}}+U(r)=E}

I aquesta última equació pot integrar-se sense dificultat, s'obté la següent quadratura:

(5){\displaystyle {\dot {r}}={\frac {dr}{dt}}={\sqrt {{\frac {2}{m}}\left[E-U(r)\right]-{\frac {L_{z}^{2}}{m^{2}r^{2}}}}}\qquad \Rightarrow \qquad t=\int {\frac {dr}{\sqrt {{\frac {2}{m}}\left[E-U(r)\right]-{\frac {L_{z}^{2}}{m^{2}r^{2}}}}}}+{\mbox{cte}}}

Aquesta equació dona implícitament la relació de la distància entre el centre del camp i la partícula que es mou al llarg del temps. Per trobar la trajectòria només s'ha d'emprar:

(6){\displaystyle {\frac {d\phi }{dt}}={\frac {L_{z}^{2}}{mr^{2}}}\qquad \Rightarrow \qquad \phi =\int {\frac {1}{r}}{\frac {L_{z}dr}{\sqrt {2mr^{2}\left[E-U(r)\right]-L_{z}^{2}}}}+{\mbox{cte}}}

## Descripció del moviment
L'equació (4) implica que el moviment d'una partícula en un camp central respecte a la coordenada radial r s'assembla a un moviment unidimensional en què l'energia potencial ha estat corregida per un terme depenent de Lz (usualment anomenat barrera centrífuga). Això implica que el moviment de la coordenada  r  està acotat entre un valor màxim {\displaystyle r_{max}\,} i un mínim {\displaystyle r_{min}\,}, és a dir la coordenada r té una variació periòdica.
No obstant això, en general el moviment en un camp central no és periòdic, sinó quasiperiòdic, ja que és la composició de dos moviments periòdics, en {\displaystyle r\;} i en {\displaystyle \phi \;}, de períodes que en general no coincidiran. Quan la coordenada radial experimenta un cicle complet, la coordenada polar haurà tingut una variació donada per:

(7){\displaystyle \Delta \phi =2\int _{r_{min}}^{r_{max}}{\frac {1}{r}}{\frac {L_{z}dr}{\sqrt {2mr^{2}\left[E-U(r)\right]-L_{z}^{2}}}}=2\pi \cdot c}

La condició que la trajectòria sigui perfectament tancada i, per tant, periòdica, equival al fet que en la igualtat anterior {\displaystyle c\in \mathbb {Q} }, 
cosa que en general no es complirà. Si c és efectivament racional l'"òrbita" o trajectòria serà periòdica, si en canvi c no és racional el moviment només serà quasi periòdic i l'òrbita serà un conjunt dens que "omple" l'anell comprès entre, r = rmin i r = rmàx.